# Rhantus galapagoensis
Rhantus galapagoensis là một loài bọ cánh cứng trong họ Bọ nước. Loài này được Balke & Peck miêu tả khoa học năm 1993.